# S’-čchuan Kuan-čcheng
S’-čchuan Kuan-čcheng (čínsky pchin-jinem Sìchuān Guānchéng, znaky zjednodušené 四川冠城) byl čínský profesionální fotbalový klub, který sídlil ve městě Čcheng-tu v provincii S’-čchuan. Založen byl v roce 1953 pod názvem S’-čchuan, zanikl v roce 2006. Klubové barvy byly modrá a žlutá. V čínské nejvyšší fotbalové soutěži klub působil celkem 13 ročníků (sezóny 1988 a 1994–2005).
Své domácí zápasy odehrával v Čcheng-tunském sportovním centru s kapacitou 30 776 diváků.
Plný název klubu byl Fotbalový klub S’-čchuan Kuan-čcheng (čínsky v českém přepisu S’-čchuan Kuan-čcheng cu-čchiou ťü-le-pu, pchin-jinem Sìchuān Guānchéng zúqiú jùlèbù, znaky zjednodušené 四川冠城足球俱乐部)

## Historické názvy
- 1953 – S’-čchuan (S’-čchuan cu-čchiou ťü-le-pu)
- 1994 – S’-čchuan Čchüan-sing (S’-čchuan Čchüan-sing cu-čchiou ťü-le-pu)
- 1999 – S’-čchuan Čchüan-sing Lang-ťiou (S’-čchuan Čchüan-sing Lang-ťiou cu-čchiou ťü-le-pu)
- 2000 – S’-čchuan Čchüan-sing Šuej-ťing-fang (S’-čchuan Čchüan-sing Šuej-ťing-fang cu-čchiou ťü-le-pu)
- 2001 – S’-čchuan Šang-wu-tchung (S’-čchuan Šang-wu-tchung cu-čchiou ťü-le-pu)
- 2002 – S’-čchuan Ta-che (S’-čchuan Ta-che cu-čchiou ťü-le-pu)
- 2003 – S’-čchuan Kuan-čcheng (S’-čchuan Kuan-čcheng cu-čchiou ťü-le-pu)
- 2006 – zánik

## Umístění v jednotlivých sezonách
Stručný přehled
Zdroj: 
- 1987: Chinese Jia-B League
- 1988: Chinese Jia-A League
- 1989–1990: Chinese Yi League
- 1991–1993: Chinese Jia-B League
- 1994–2003: Chinese Jia-A League
- 2004–2006: Chinese Super League

Jednotlivé ročníky
Zdroj: 
Legenda: Z - zápasy, V - výhry, R - remízy, P - porážky, VG - vstřelené góly, OG - obdržené góly, +/- - rozdíl skóre, B - body, červené podbarvení - sestup, zelené podbarvení - postup, fialové podbarvení - reorganizace, změna skupiny či soutěže
| Čínská lidová republika (1987 – 2006) |                      |        |     |     |       |     |     |     |     |     |        |
| Sezóny                                | Liga                 | Úroveň | Z   | V   | R     | P   | VG  | OG  | +/- | B   | Pozice |
| 1987                                  | Chinese Jia-B League | 2      | 20  | 5   | 3     | 12  | 16  | 28  | -12 | 13  | 9.     |
| 1988                                  | Chinese Jia-A League | 1      | 20  | 4   | 4     | 12  | 18  | 41  | -23 | 16  | 19.    |
| 1989                                  | Chinese Yi League    | 3      | ... | ... | ...   | ... | ... | ... | ... | ... | 7.     |
| 1990                                  | Chinese Yi League    | 3      | ... | ... | ...   | ... | ... | ... | ... | ... | 2.     |
| 1991                                  | Chinese Jia-B League | 2      | 16  | 3   | 10    | 3   | 14  | 14  | 0   | 16  | 8.     |
| 1992                                  | Chinese Jia-B League | 2      | 6   | 2   | 2     | 2   | 8   | 9   | -1  | 6   | 4.     |
| 1993                                  | Chinese Jia-B League | 2      | 4   | 0   | 0 / 0 | 4   | 2   | 9   | -7  | 0   | 5.     |
| 1994                                  | Chinese Jia-A League | 1      | 22  | 8   | 7     | 7   | 31  | 24  | +7  | 23  | 6.     |
| 1995                                  | Chinese Jia-A League | 1      | 22  | 6   | 4     | 12  | 28  | 31  | -3  | 22  | 10.    |
| 1996                                  | Chinese Jia-A League | 1      | 22  | 7   | 9     | 6   | 22  | 23  | -1  | 30  | 6.     |
| 1997                                  | Chinese Jia-A League | 1      | 22  | 6   | 9     | 7   | 30  | 27  | +3  | 27  | 7.     |
| 1998                                  | Chinese Jia-A League | 1      | 26  | 8   | 10    | 8   | 32  | 34  | -2  | 34  | 5.     |
| 1999                                  | Chinese Jia-A League | 1      | 26  | 12  | 9     | 5   | 38  | 20  | +18 | 45  | 3.     |
| 2000                                  | Chinese Jia-A League | 1      | 26  | 12  | 8     | 6   | 33  | 21  | +12 | 44  | 3.     |
| 2001                                  | Chinese Jia-A League | 1      | 26  | 14  | 5     | 7   | 36  | 29  | +7  | 47  | 4.     |
| 2002                                  | Chinese Jia-A League | 1      | 28  | 7   | 7     | 14  | 39  | 55  | -16 | 28  | 14.    |
| 2003                                  | Chinese Jia-A League | 1      | 28  | 9   | 10    | 9   | 41  | 42  | -1  | 37  | 8.     |
| 2004                                  | Chinese Super League | 1      | 22  | 4   | 11    | 7   | 29  | 37  | -8  | 23  | 9.     |
| 2005                                  | Chinese Super League | 1      | 26  | 8   | 5     | 13  | 28  | 45  | -17 | 29  | 9.     |